# 부산신항제2배후도로 (기업)
부산신항제2배후도로 주식회사(釜山新港第二背後道路 株式會社)는 남해고속도로제3지선(부산항신항고속도로)을 건설하고, 휴게소와 같은 제반시설을 관리·운영하는 대한민국의 기업이다. 2017년 1월 13일부터 남해고속도로제3지선(부산항신항고속도로)을 30년간 관리운영한다.

## 주요 연혁
- 2008년 3월 3일: 회사 설립
- 2012년 7월 13일: 남해고속도로제3지선(부산항신항고속도로) 신항 교차로 ~ 진례 분기점 전 구간 착공
- 2017년 1월 13일: 진해 나들목을 제외한 남해고속도로제3지선(부산항신항고속도로) 신항 교차로 ~ 진례 분기점 전 구간 준공 및 개통
- 2018년 1월 6일: 진해 나들목 개통

## 같이 보기
- 남해고속도로제3지선